# Ковент-гарден (королівський театр)
Королі́вський теа́тр Ко́вент-Га́рден або Королі́вський о́перний теа́тр (англ. Royal Opera House) — театр у Лондоні, розміщений у кварталі Ковент-Гарден, звідки й отримав назву. Споруджений у 1858 році й реконструйований у 1990-ті. Зал Королівської опери вміщає 2268 глядачів. Ширина просценіуму 12,2 м, висота 14,8 м.
У Королівській опері виступають такі всесвітньо відомі виконавці, як Рене Флемінг з США, Йонас Кауфман з Німеччини,  Хосе Кура з Аргентини, а також Чечілія Бартолі і Пласідо Домінго з Італії. За рік оперна трупа дає близько 150 вистав, а її покровителем є принц Уельський.
Королівський балет — найбільша танцювальна трупа в країні. Він показує як класичні балети, так і сучасні хореографічні постановки. Балетові протегує сама королева Великої Британії Єлизавета II. З 1995 року в театрі проводяться «вердіївські фестивалі». Глядацька зала Ковент-Гардена може вмістити 2268 відвідувачів і оснащена відповідно до найсучасніших вимог. Кардинальна реконструкція всіх приміщень театру проведена в 1990-і роки. Над авансценою встановлено екран, де показують титри, а на спинках крісел в залі є екрани, на яких транслюють  лібрето опери. Дивитися вистави тут дуже зручно, оскільки ряди крісел розташовані з великим перепадом.

## Історія
Сучасна будівля театру є третьою, збудованою у Ковент-Гардені. Перший театр відкрито в 1732 році виставою за п'єсою Вільяма Конгріва «Шлях Світу» (The Way of the World), а починаючи з 1734 року, тут ставились опери та ораторії Георг Фрідріх Генделя.
Протягом майже століття театр Ковент-Гарден був одним з двох лондонських драматичних театрів, оскільки ще в 1660 році король Карл II дозволив постановку драматичних вистав тільки у двох театрах (другим був не менш знаменитий театр Друрі-лейн). В 1734 році в Ковент-Гардені був поставлений перший балет, «Пігмаліон» з Марією Салле в головній партії, яка всупереч традиції танцювала без корсета. Згодом у січні 1735-го було поставлено нову оперу «Аріодант» та інші. 1743 року тут була виконана ораторія Генделя «Месія», і надалі виконання ораторій на релігійні теми в дні Великого посту стало в театрі традицією. Тут вперше були поставлені опери композитора Томаса Арна, а також опери його сина.
У 1808 році театр був знищений пожежею і на його місці у 1809 збудували новий театр за проєктом Роберта Смерка, який відкрився 18 вересня постановкою «Макбета». Менеджмент театру підняв ціни на квитки, щоб окупити вартість нової будівлі, проте публіка протягом двох місяців зривала спектаклі постійними криками, ударами й свистом, в результаті чого керівництво театру було змушене повернути ціни до попереднього рівня. До 1846 року в театрі чергувалися драматичні та оперні спектаклі. 1847 року театр був реконструйований і перейменований в Королівську італійську оперу, урочисто відкриту постановкою опери Джоаккіно Россіні «Семіраміда».

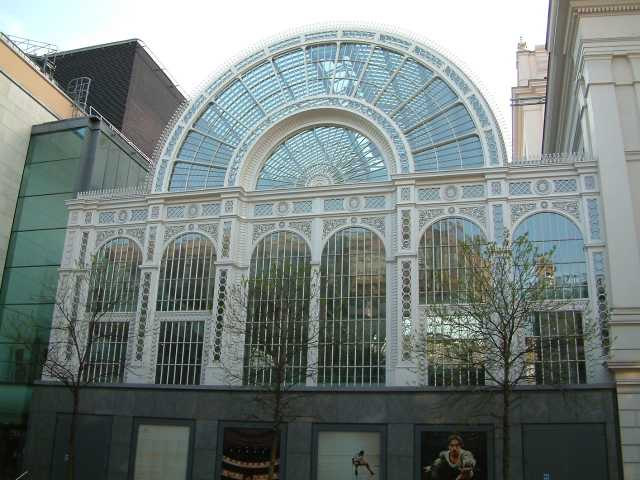
Квітковий холл

У 1856 році театр Ковент-Гарден вдруге згорів. Третій театр Ковент-Гарден був побудований у 1857-1858 роках за проєктом Едуарда Мідлтона Баррі й відкрився 15 травня 1858 року постановкою опери Джакомо Меєрбера «Гугеноти»
Театр став Королівським оперним театром (ROH) у 1892 році, а кількість французьких та німецьких творів збільшилася. Взимку і влітку було дано сезон опери та балету, а будівля також використовувалася для пантомім, концертів та політичних зустрічей. Під час першої світової війни театр був реквізований Міністерством праці для використання як сховища меблів. 
У вирі Першої світової війни театр був реквізований і використовувався як склад і не використовувався за призначенням до її завершення.
Під час Другої світової війни Королівський оперний театр став танцювальним залом. Була можливість, що це буде і після війни, але після тривалих переговорів музичні видавці Boosey & Hawkes придбали оренду будівлі. Девід Вебстер був призначений Генеральним Адміністратором, а балет «Садлерс Уеллс» був запрошений стати резидентом балетної спілки. Був створений Оперний театр Ковент Гарден і виклав плани «встановити Ковент Гарден як національний центр опери та балету, де британські митці працювали у всіх департаментах, де це відповідало підтримці найкращих стандартів …»
Королівський оперний театр був відкритий 20 лютого 1946 року з виступом «Сплячої красуні» в екстравагантному новому творі, розробленому Олівером Месселем. Вебстер з його музичним керівником Карлом Ранклом негайно почав будувати компанію-резидента. У грудні 1946 року вони поділилися своєю першою постановкою, «Королева фей» Генрі Перселла, з балетною компанією. 14 січня 1947 року компанія «Ковент Гарден» виступила з першим виступом «Кармен» Жоржа Бізе. До урочистого відкриття Королівський оперний театр в суботу, 9 лютого 1946 року, представив один з дитячих концертів Роберта Маєра.
У 1990 в театрі було проведено масштабну реконструкцію. Було встановлено сучасне обладнання, реставрацію та перепланування. Після реконструкції головна глядацька зала Ковент-Гардена може вмістити 2268 відвідувачів і оснащена відповідно до найсучасніших вимог.  Над авансценою встановлено екран, де показують титри, а на спинках крісел в залі є екрани, на яких транслюють лібрето опери. Дивитися вистави тут дуже зручно, оскільки ряди крісел було перевстановлено  з великим перепадом. З 1995 року в театрі проводяться «вердіївські фестивалі».

## Зала Студія Лінбері
Зала Студія Лінбері розміщена під землею в Королівському оперному театрі вирізняється своєю високотехнологічністю, адже може бути пристосована до будь-яких заходів: має висувні сидіння та підлогу, яку можна підняти або опустити. Також можна підняти або опустити сцену та оркестрову яму. Зала може вмістити до 400 глядачів. Зала Студія Лінбері використовується  для традиційних театральних шоу та концертів, а також громадських і освітніх заходів, випусків продуктів, обідів та виставок і т. д., і є одним з найбільш технологічно розвинених місць проведення в Лондоні з власними громадськими зонами, в тому числі баром і гардеробом. Місце для зали було обрано в рамках перепланування Королівського оперного театру у 90-х роках. А назва була обрана в знак пожертвувань, зроблених лінберійською організацією. Нею керує Лорд Сайнсбері з Кандвера і його дружина Аня Лінден, колишня танцівниця  Королівського балету. Назва Лінбері походить від імен Лінден і Сейнсбері. 

## Цифровий театр
Театр застосовує нові технології, над авансценою висить екран з титрами, а в спинках деяких крісел вмонтовані екрани, на яких транслюють лібрето вистави, яку грають на сцені. Щодо цифровізації театру варто також додати, що у 2011 році Королівський театр створив гру для користувачів iPad, iPhone та iPod Touch «Шоу має продовжуватися» (Show Must Go On). Гравець може стати режисером Королівського театру, керувати постановками опер «Кармен» і «Весілля Фігаро», а також балетів «Лускунчик» і «Лебедине озеро». У серії з п'яти міні-ігор потрібно до підняття театральної завіси знайти ноти, зібрати реквізит, організувати світлове шоу та одягнути солістів. Після виконання всіх завдань гравець опиняється у «глядацькій залі», де у форматі відеоролика бачить власну «виставу».
Для тих, хто не може дозволити собі придбати квитки, Ковент-Гарден показує оперу та балет на великому екрані на площі або в парку. Таким чином театр популяризує свої вистави серед широкого загалу та знайомить себе з потенційним глядачем. Щоб дізнатися, де саме відбуватиметься такий відкритий показ, на сайті театру є розроблена інтерактивна карта. Такі покази дуже популярні серед молоді та сімей і часто супроводжуються зустрічами друзів та влаштуванням пікніків.
Для охочих познайомитися з життям всередині театру, адміністрація організовує екскурсії. Екскурсія за лаштунки (Backstage tour) Королівського театру дає можливість оглянути закулісся Королівського театру, де можна пройтися усіма залами театру, роздивитися технології за кулісами та навіть поспостерігати за роботою балетної трупи. Оксамитовий, золочений і гламурний тур (Velvet, Gilt and Glamour Tour) відбувається у спеціальній залі, присвяченій архітектурі та історії сучасного театру, відвідувачам розказують про історію театру та місцеві байки, пов'язані з ним. Таррек тур (Thurrock Tour) — екскурсія для творчих особистостей, яким цікаво як шиють концертні костюми та збирають декорації.

## Сучасний вигляд театру

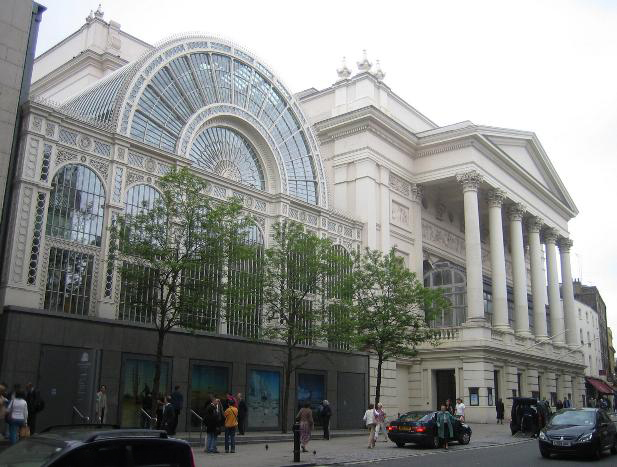
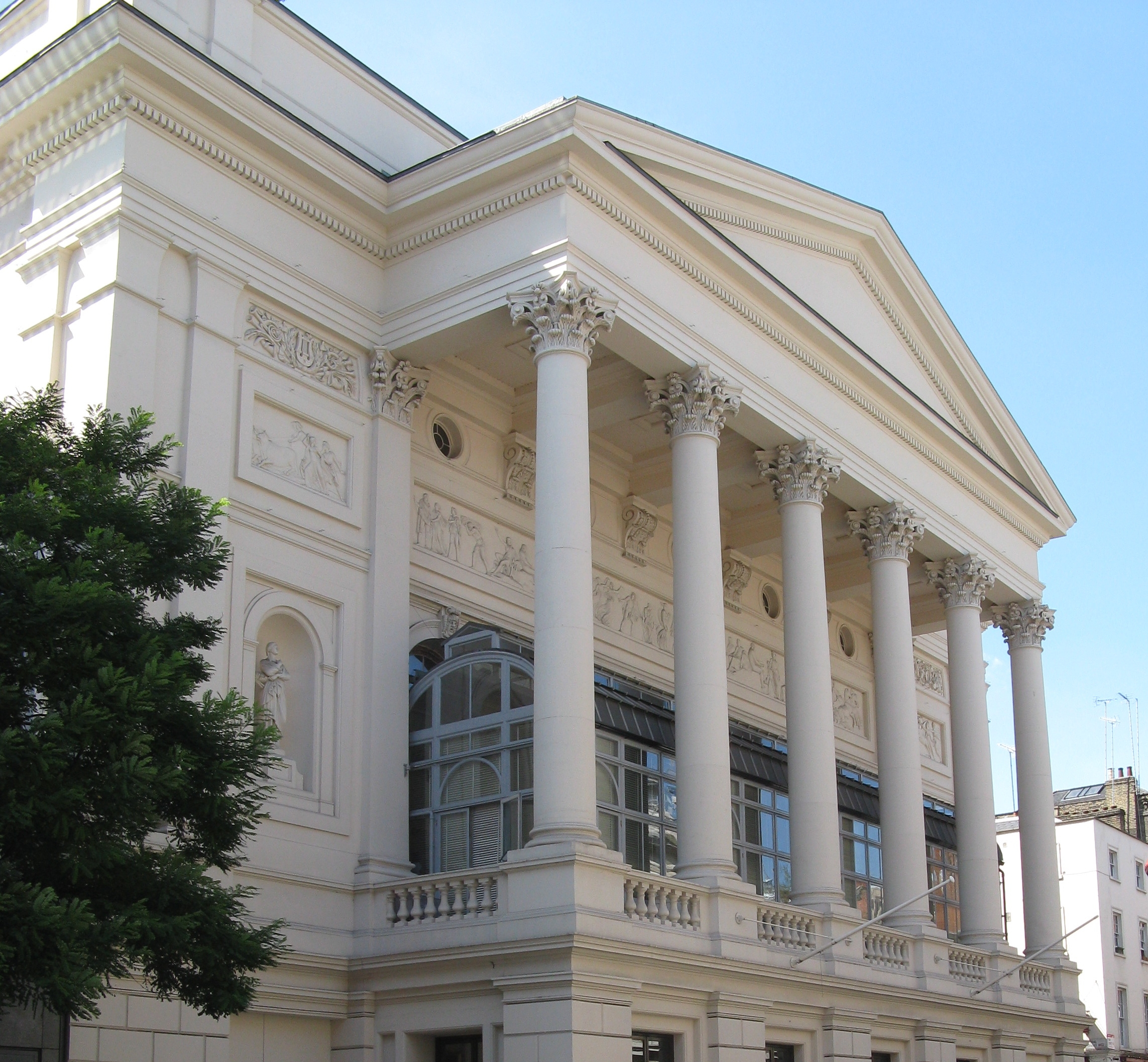
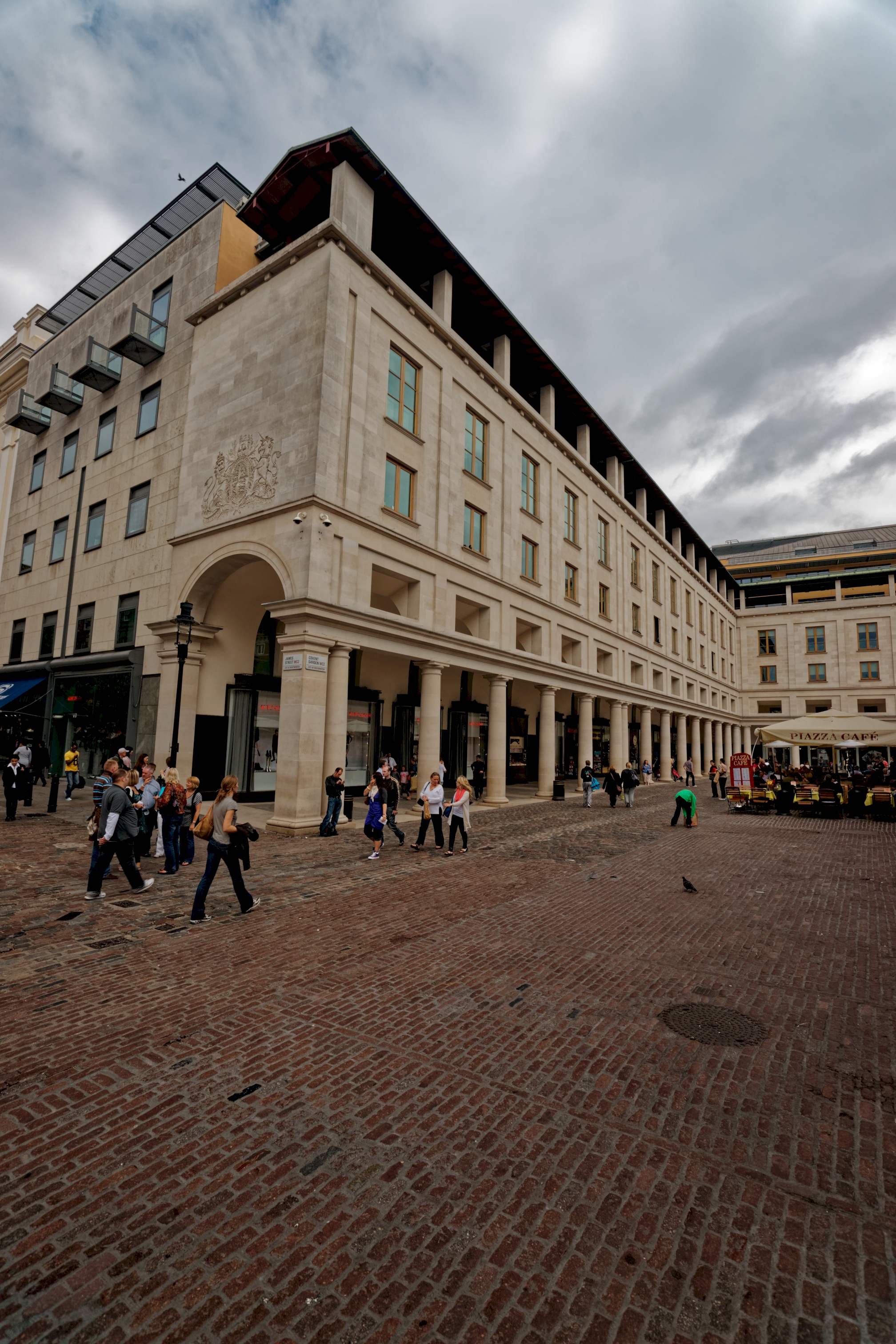
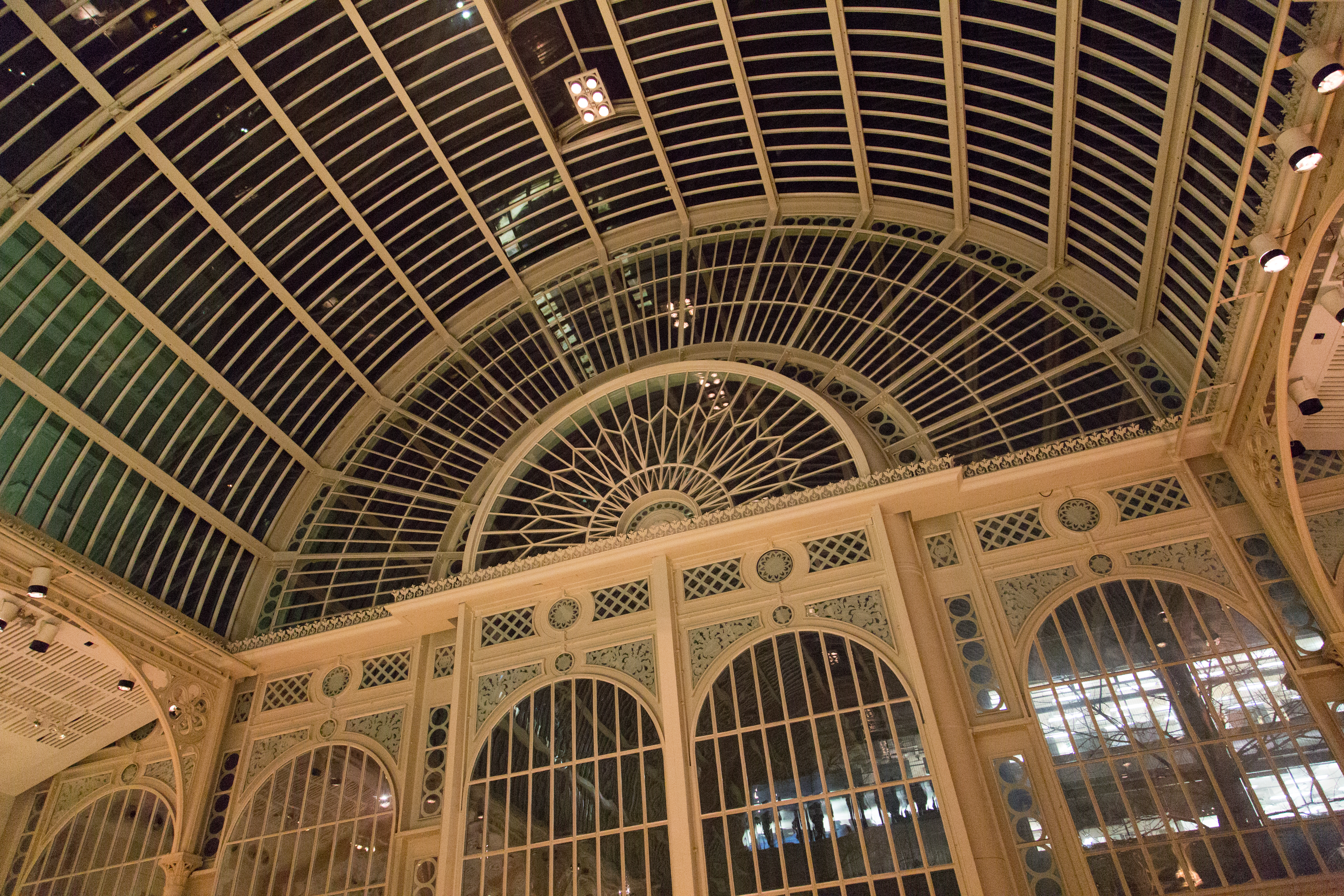
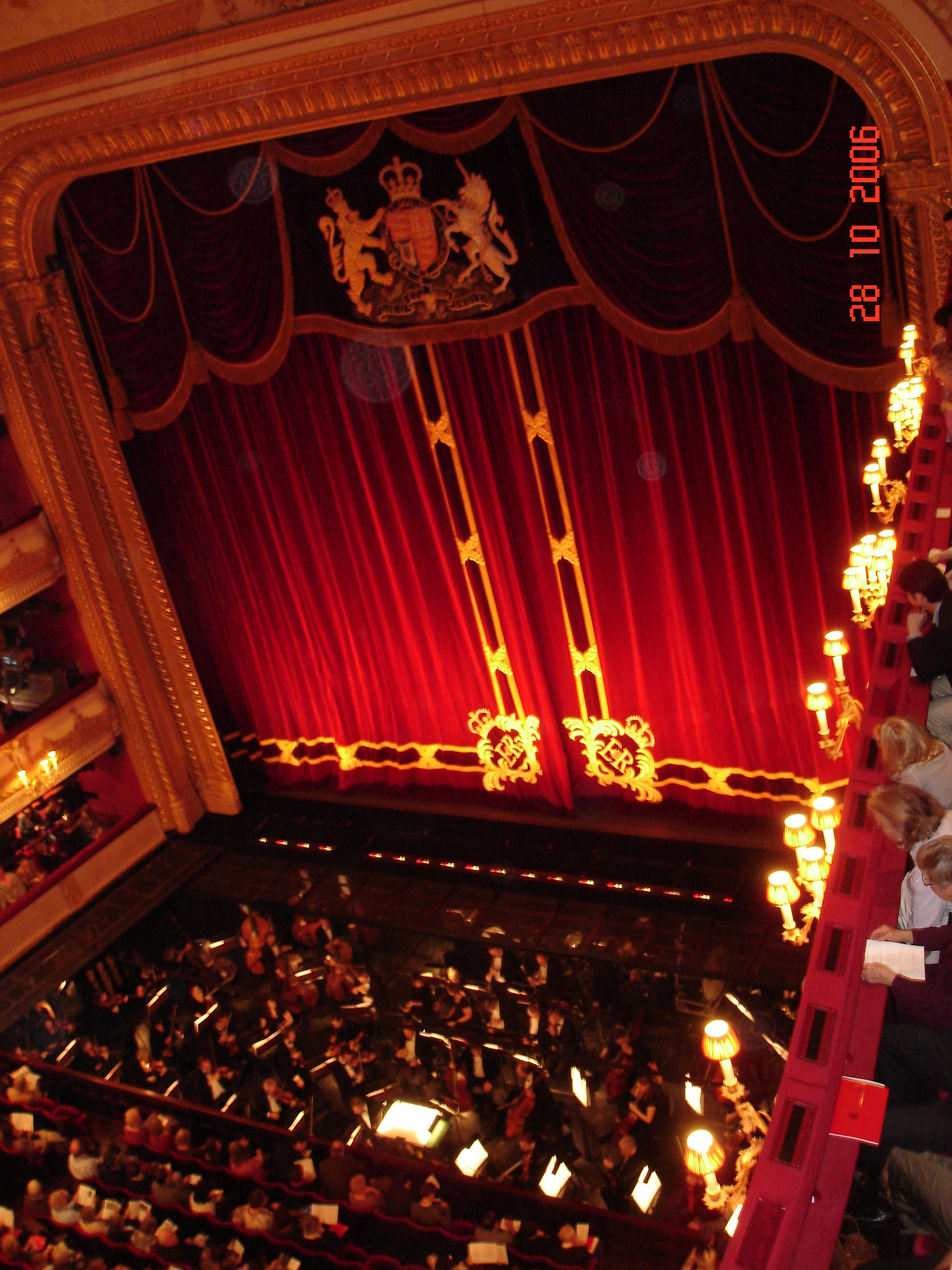
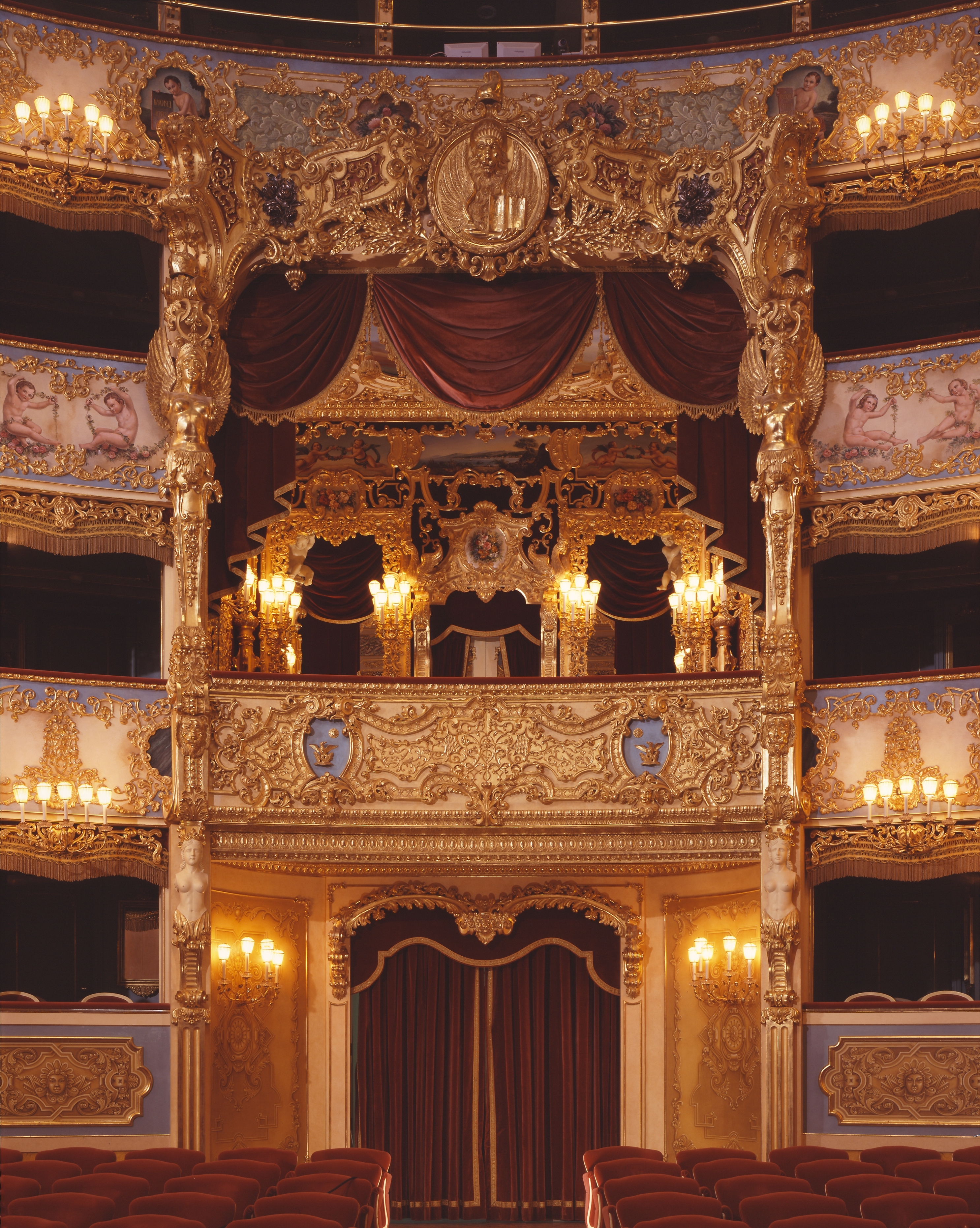
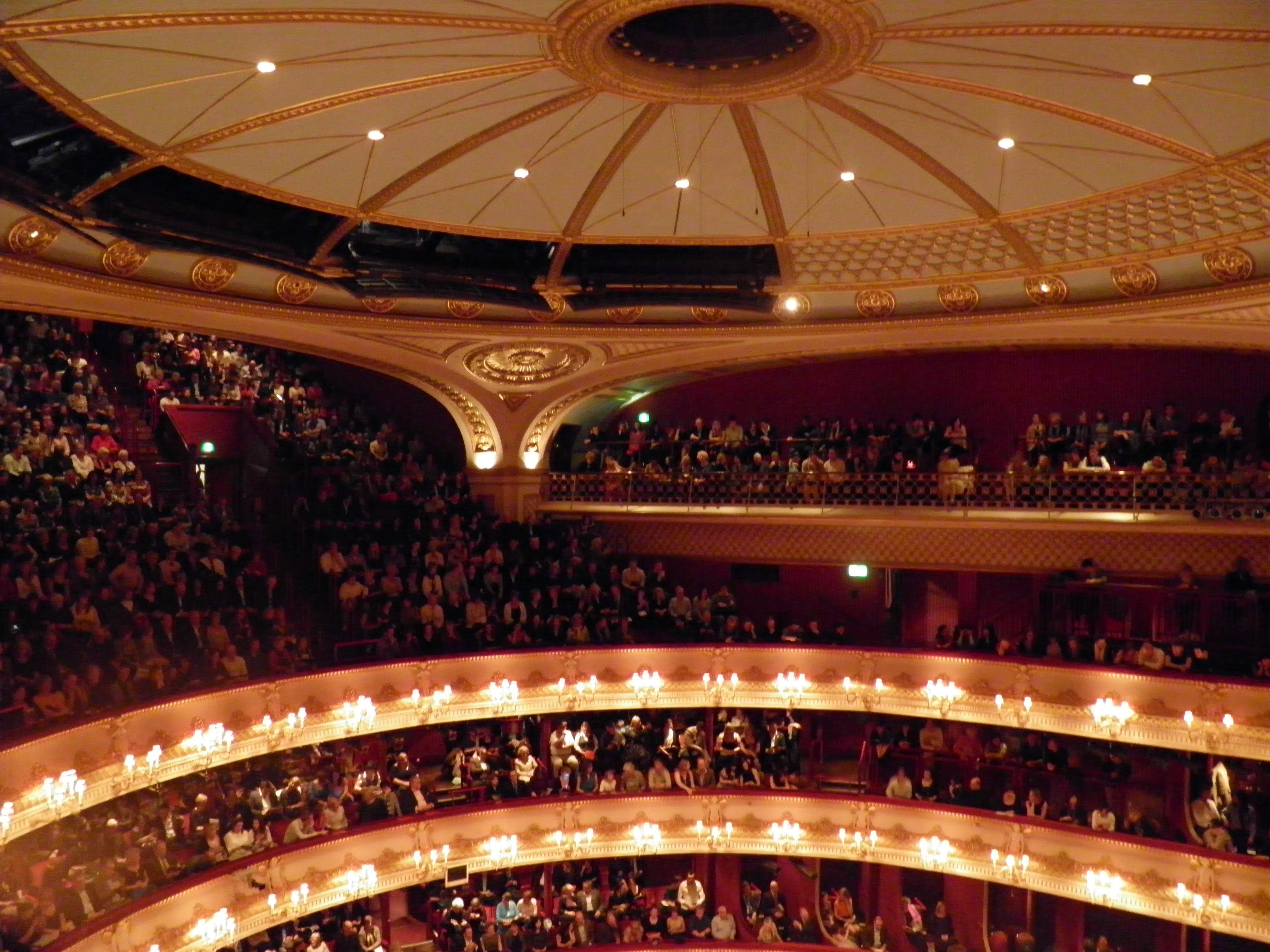